# Яків брехун
«Яків брехун» (англ. Jakob the Liar, Брехун Якоб) — американський воєнний комедійно-драматичний фільм 1999 року, знятий режисером Петером Кассовіцем на основі однойменного роману Юрека Беккера (1937—1997). У головних ролях: Робін Вільямс, Алан Аркін, Лів Шрайбер, Ханна Тейлор-Гордон, Боб Балабан.
Фільм Кассовіца є римейком кінокартини Якоба дер Люгнера, знятої 1975 року у Східній Німеччині та Чехословаччині.

## Сюжет
Дія фільму відбувається в 1944 році у варшавському гетто, під час Голокосту в окупованій Німеччиною Польщі. Яків (Якоб Хаїм) — крамар польсько-єврейського походження, один із тисяч мешканців гетто, що кожен день примусово трудиться на товарній станції. Цей дивак намагається підняти дух друзів та знайомих побрехеньками про нібито наявне в нього радіо, через яке він знає про наближення радянських військ до Варшави.

## У ролях
- Робін Вільямс — Яків (Якоб) Хаїм
- Ханна Тейлор-Гордон — Ліна Кронштейн
- Єва Іґо — мати Ліни
- Іштван Балінт — батько Ліни
- Юстус фон Донаньї — Пройсс
- Кетлін Ґаті — вулична повія
- Боб Балабан — Ковальський
- Алан Аркін — Франкфуртер
- Майкл Джетер — Аврон
- Марк Марголіс — Файнгольд
- Янош Ґостоні — Самуель
- Лів Шрайбер — Міша
- Армін Мюллер-Шталь — доктор Кіршбаум
- Матьє Кассовітц — Гершель
- Адам Раджона — Свистун
- Анталь Лайзен — Протез